# Nephrotoma nasuta
Nephrotoma nasuta är en tvåvingeart som beskrevs av Oosterbroek 1975. Nephrotoma nasuta ingår i släktet Nephrotoma och familjen storharkrankar. Inga underarter finns listade i Catalogue of Life.